# Mickey Higham
Mickey Higham (* 18. September 1980 in Wigan) ist ein englischer Rugby-League-Spieler. Er spielt in der Championship für die Leigh Centurions.

## Karriere
Higham spielte anfangs beim Zweitligisten Leigh Centurions, bevor er aufgrund seiner Leistung (22 Versuche und Man of the Match im Grand Final) im November 2000 nach St Helens in die Super League wechselte. 2002 gewann er mit St Helens das Super League Grand Final gegen die Bradford Bulls und nahm im darauffolgenden Jahr an der World Club Challenge gegen den NRL-Champion Sydney Roosters teil. 2004 verpasste er einen Großteil der Super-League-Saison aufgrund einer Sprunggelenkverletzung und hatte bei den Tri Nations 2004 sein Länderspieldebüt für Großbritannien gegen Neuseeland.
Higham wechselte im Oktober 2005 zu den Wigan Warriors. Der Wechsel geschah allerdings nicht direkt, er wurde zuerst für 70.000 £ an die Bradford Bulls verkauft, die ihn sofort an Wigan weitergaben, wo er einen Dreijahresvertrag unterschrieb. Als Gegenleistung wechselte Terry Newton von Wigan zu Bradford. Nachdem sein Vertrag nicht erneuert worden war, unterschrieb er 2008 einen Zweijahresvertrag bei den Warrington Wolves.
2008 nahm er mit der englischen Nationalmannschaft an der Rugby-League-Weltmeisterschaft teil. Sein Debüt war am 10. Oktober während eines Vorbereitungsspiels gegen Wales. 2010 gewann er mit Warrington das Challenge-Cup-Finale gegen die Leeds Rhinos.
Am 20. Mai 2015 wurde bekannt, dass Higham für 50.000 £ zu den Leigh Centurions zurückkehren würde.